# Stefan Skałka
Stefan Skałka (ur. 18 lipca 1942, zm. 31 stycznia 2019) – polski bokser, medalista mistrzostw kraju.
Boksował w wadze lekkośredniej (do 71 kg). Wystąpił w niej na mistrzostwach Europy w 1969 w Bukareszcie, gdzie po wygraniu jednej walki odpadł w ćwierćfinale.
Dwukrotnie był wicemistrzem Polski w 1968 i 1969 (oba razy przegrał w finale z Wiesławem Rudkowskim). Zdobył drużynowe mistrzostwo Polski z Hutnikiem Nowa Huta w 1966/1967.
W latach 1967–1968 trzykrotnie wystąpił w reprezentacji Polski, odnosząc 1 zwycięstwo, raz remisując i ponosząc 1 porażkę.
Po zakończeniu kariery bokserskiej był trenerem boksu w Hutniku Nowa Huta. Jego podopiecznym był m.in. Mariusz Wach.